# Vlaggen van de Formule 1
De vlaggen van de Formule 1 dienen voor de communicatie tussen de organisatie van de wedstrijd en de coureurs.
| Vlag                                 | Betekenis |
| ------------------------------------ | --- |
| Zwart-wit geblokte vlag              | De sessie is beëindigd. |
| Rode vlag                            | De race/sessie wordt stilgelegd, meestal vanwege veiligheidsredenen (ongeval, rommel op de baan of slechte weersomstandigheden). |
| Blauwe vlag                          | Een coureur staat op het punt om ingehaald te worden en moet aan de snellere wagen(s) voorrang verlenen. Een coureur krijgt een penalty als hij drie blauwe vlaggen heeft genegeerd. Tijdens een race wordt deze vlag alleen getoond aan rijders die op een ronde achterstand worden gezet en aan rijders die vanuit de pits weer de baan op rijden. Tijdens trainingen en kwalificaties kan deze aan alle rijders worden getoond.             |
| SC/VSC                               | Er is gevaar; de coureurs moeten snelheid minderen en mogen elkaar niet inhalen. Gele vlaggen op alle posten en het SC bord duiden aan dat de Safety car wordt ingezet. Gele vlaggen op alle posten en het digitale VSC bord geven aan dat de Virtual Safety Car wordt ingezet. Een dubbele gele vlag geeft aan dat er gevaar op de racelijn is, coureurs moeten nog langzamer rijden en bereid zijn te stoppen. Ze mogen elkaar niet inhalen. |
| Groene vlag                          | Een groene vlag in de autosport heeft verschillende betekenissen, afhankelijk van wanneer de vlag wordt getoond. - Wordt de vlag achter het startveld getoond, dan is het startveld gereed voor de start. - Wordt de vlag gebruikt door de starter, dan is dit het teken om te starten met de opwarmronde. - Wordt de vlag op een baanpost getoond, dan wil dat het einde van een ongevalsituatie aangeven.                                    |
| Witte vlag                           | Een Formule-1-wagen of een andere wagen rijdt langzaam. Deze witte vlag wordt gezwaaid om ongelukken te vermijden. |
| Gele vlag met verticale rode strepen | Er ligt olie of water op de baan. Vlag wordt getoond: het wegdek is glad en gevaarlijk. |
| Zwart-witte vlag                     | Een coureur wordt wegens onsportief gedrag gewaarschuwd. Wordt samen met het startnummer van de betreffende coureur getoond. |
| Zwarte vlag met oranje stip          | Een coureur wordt gewaarschuwd dat zijn wagen een technisch probleem heeft en daarom naar de pits moet. Wordt samen met het startnummer van de betreffende coureur getoond. |
| Zwarte vlag                          | Een coureur moet bij racecontrol komen en daardoor direct de pits in. Vaak resulteert dit in diskwalificatie van de coureur vanwege een overtreding. Wordt samen met het startnummer van de betreffende coureur getoond. |